# Gazaoua
Gazaoua es una comuna rural de Níger, chef-lieu del departamento homónimo en la región de Maradi. En 2012 tenía una población de 108 606 habitantes, de los cuales 53 405 eran hombres y 55 201 eran mujeres.
Se desarrolló como localidad a partir de la primera mitad del siglo XIX, cuando Katsina cayó en manos de los fulani durante la Guerra fulani y los habitantes de la ciudad se refugiaron en las zonas rurales de alrededor. Mientras que los refugiados de Maradi tuvieron que someterse al nuevo dominio, Gazaoua resistió todos los ataques. El explorador alemán Heinrich Barth visitó la localidad a mediados de siglo XIX. Tras la misión Foureau-Lamy, quedó desde principios del siglo XX en manos francesas, estableciendo los colonos aquí un mercado.
Se ubica sobre la carretera RN1, unos 80 km al este de la capital regional Maradi. Al sur de Gazaoua sale una carretera secundaria que lleva a la ciudad nigeriana de Katsina.